# 宮城県道125号岩沼海浜緑地線

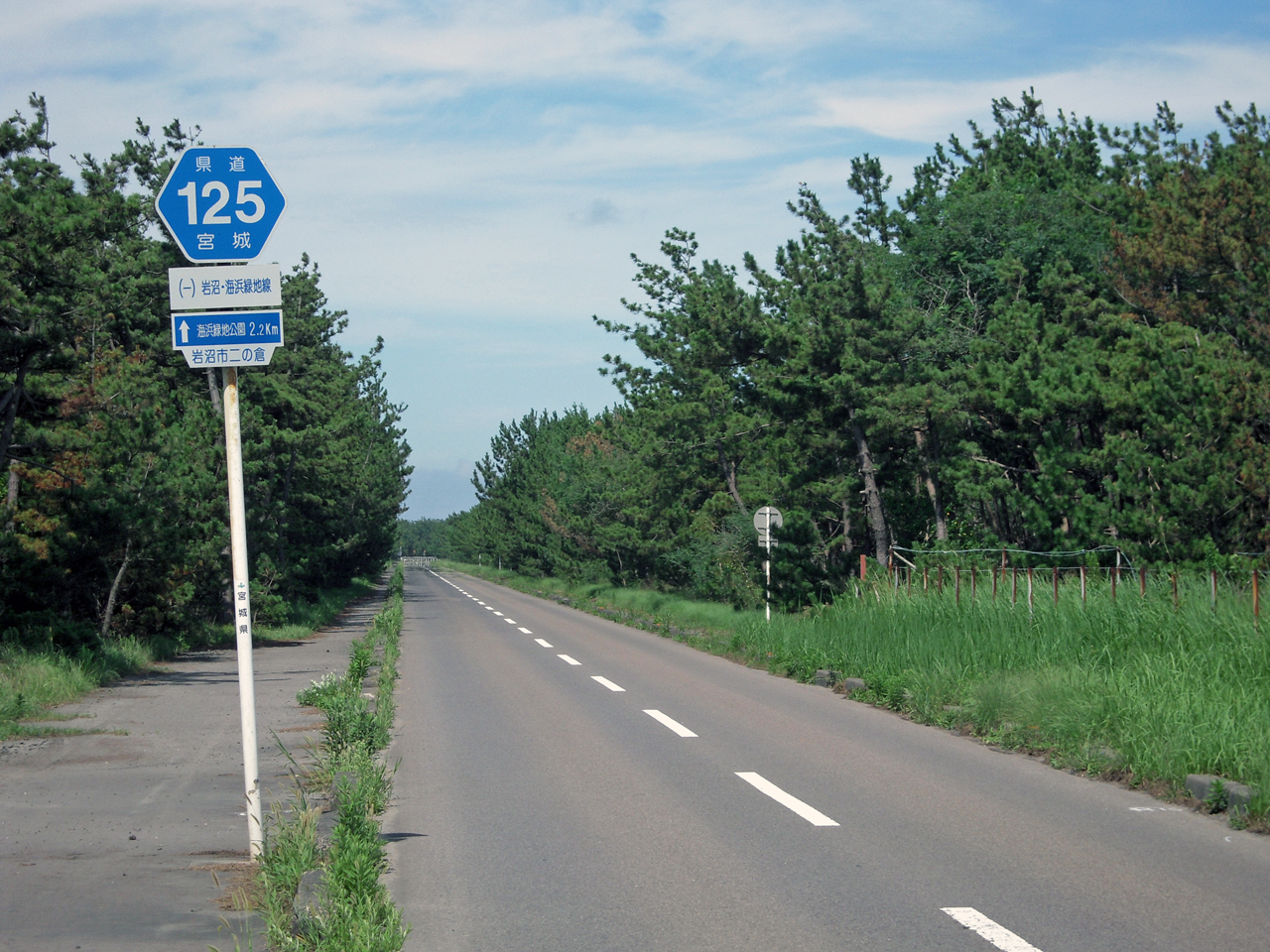
岩沼市二の倉付近（2008年8月）

宮城県道125号岩沼海浜緑地線（みやぎけんどう125ごう いわぬまかいひんりょくちせん）は、宮城県岩沼市の岩沼海浜緑地から国道4号交点に至る一般県道である。

## 概要
岩沼海浜緑地から岩沼ICまでの間は2車線、岩沼ICと国道4号との間は4車線の道路である。
太平洋沿いを南北に走る区間は、サイクリングロード（宮城県道227号仙台亘理自転車道線）との重用区間ともなっており、その周辺は松林の間を道路が貫く感じで快走することができる。また当路線の延長線上には仙台空港があり、空港へのショートカットとして利用する車も散見される。

### 路線データ
- 起点：宮城県岩沼市下野郷（岩沼海浜緑地線北ブロック付近）
- 終点：宮城県岩沼市末広（国道4号岩沼バイパス交点）
- 路線延長：7.114 km

## 地理

### 通過する自治体

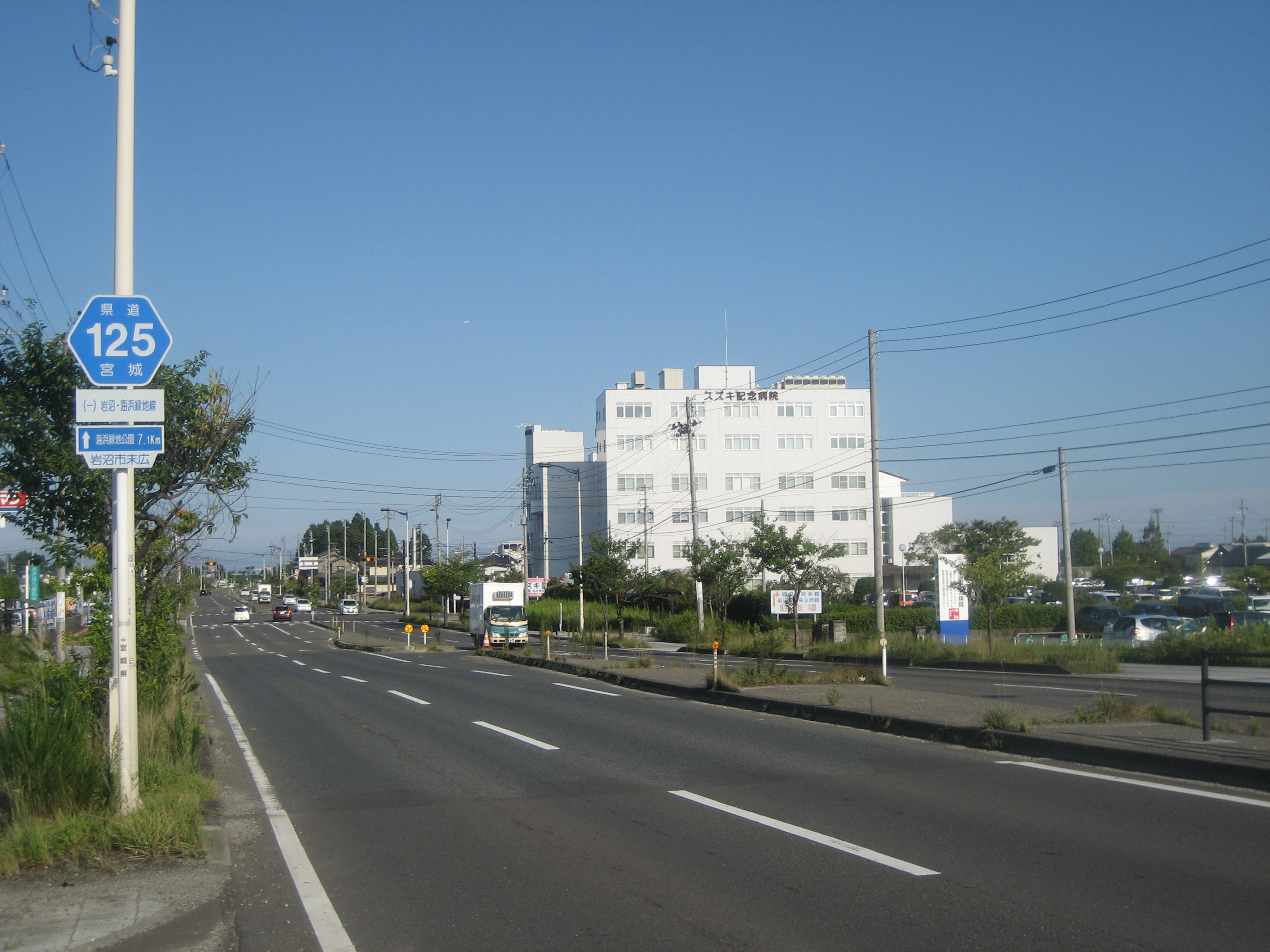
岩沼市末広付近

- 宮城県
岩沼市

### 交差する道路
- 仙台東部道路岩沼IC （岩沼市）
- 国道4号岩沼バイパス （岩沼市）
- 宮城県道10号塩釜亘理線 （岩沼市）

### 沿線
- 岩沼海浜緑地 （岩沼市）
- 仙台空港 （名取市・岩沼市）